# Frank Hoffmann (Schauspieler)

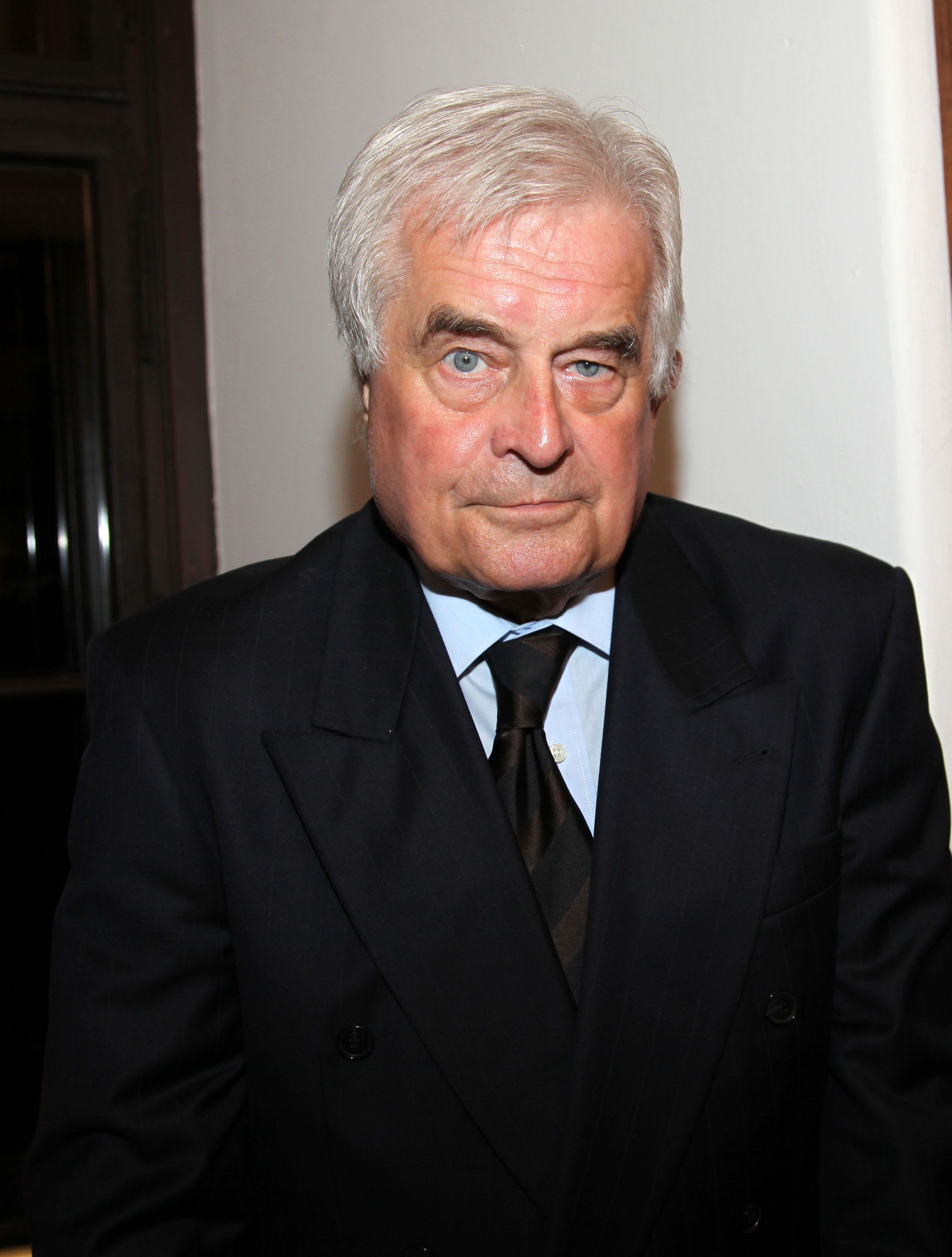
Frank Hoffmann (2010)

Frank Hoffmann (* 16. Juli 1938 in Radebeul; † 4. Juni 2022 in Großmürbisch) war ein deutsch-österreichischer Schauspieler.

## Leben und Wirken
Frank Hoffmann wurde in Radebeul, in der Nähe von Dresden, geboren. Er besuchte die Otto-Falckenberg-Schule in München. Seine ersten Engagements hatte er dann in Heidelberg, Graz, Dortmund, Theater Basel, Köln. 1967 wurde er Ensemblemitglied des Burgtheaters in Wien; seine Frau Else Ludwig war bereits seit 1965 am Burgtheater Schauspielerin. In vielen Fernsehfilmen und einigen sehr bekannten Filmen spielte er an der Seite von Jean-Paul Belmondo in Das As der Asse (1982), mehrfach mit Senta Berger wie in Die Nacht der Nächte (1996) dabei auch Susi Nicoletti, Tobias Moretti, Lotte Ledl, Wolfgang Gasser, mit dem er in den Skandal-Drama 1988 Heldenplatz von Thomas Bernhard bereits am Burgtheater gespielt hatte; und Bella Ciao (1997) beide unter der Regie von Xaver Schwarzenberger.
Von 1975 bis 1994 gestaltete und moderierte Hoffmann mit seiner unverkennbaren Stimme die ORF-Fernsehsendung Trailer. Frank Hoffmann war außerdem eine der gefragtesten Stimmen im deutschsprachigen Raum. Neben zahlreichen Werbespots war er die Stationsstimme diverser Radiosender. So moderierte er u. a. die Ö3-Sendungen Teestunde und Round Midnight und war regelmäßiger Moderator der Sendung Die Ö1 Jazznacht. Zudem lieh er mehreren Hörbüchern seine Stimme, darunter Kannst du nicht schlafen, kleiner Bär? von Martin Waddell und Gut gemacht, Kleiner Bär, das sich auf der hr2-Hörbuchbestenliste platzierte. Die Hörbücher entstanden als Kooperation des JUMBO Verlags Hamburg mit dem ORF. Von 1978 bis 1981 hatte er mehrere Gastspielrollen bei den Salzburger Festspielen, im Theaterstück von Hugo von Hofmannsthals Jedermann, als Spielansager, Guter Gesell, und Hausvogt. Weiters stand er in der Sprechrolle als „Bassa Selim“ in der Oper von Wolfgang Amadeus Mozarts Die Entführung aus dem Serail auf den Bühnen wie: im Residenztheater (München), am Schauspielhaus Zürich, an der Oper Köln und der San Francisco Opera, am Grand Théâtre de Genève in Genf, im Los Angeles Music Center, im Neues Nationaltheater Tokio; und am Teatro de la Zarzuela in Madrid dort in der Oper Ariadne auf Naxos von Richard Strauss als Haushofmeister. Ab 1991 spielte er dann den Nachtklubbesitzer Georges, im La Cage aux Folles (Musical), an der Seite von Karlheinz Hackl als Zaza/Albin, an der Volksoper Wien. In seinen letzten Jahren war er Intendant des „Güssinger Kultursommers“. 2023 übernahm Andreas Vitásek die Intendanz des Kultursommers.
Er wurde von Bundespräsident Rudolf Kirchschläger 1986 mit dem Ehrenkreuz für Wissenschaft und Kunst der Republik Österreich und von Landeshauptmann Karl Stix 1999 mit dem Großen Ehrenzeichen des Landes Burgenland ausgezeichnet für die Inszenierung Landflucht von Josef Reichl auf Burg Güssing. Frank Hoffmann war Ehrenmitglied des „Kulturvereins Österreichischer Roma und Sinti“. 2008 wurde ihm das Goldene Ehrenzeichen der Stadt Wien verliehen. 2010 war er Botschafter des Österreichischen Bundesministeriums für Soziales und Arbeit im „Internationalen Jahr zur Bekämpfung von Armut und sozialer Ausgrenzung“. 2011 war er Botschafter des Österreichischen Bundesministeriums für Soziales und Arbeit im „Internationalen Jahr der Freiwilligen“. Seit Jänner 2013 war er als Filmexperte bei dem Privatfernsehsender ServusTV in der Sendung Lichtspiele – Das Filmmagazin tätig.
Hoffmann war seit 1966 mit der Schauspielerin Else Ludwig verheiratet und hatte mit ihr eine Tochter. Die letzten 20 Jahre seines Lebens lebte er auf einem umgebauten Bauernhof in Großmürbisch im Südburgenland und verstarb am 4. Juni 2022 im Alter von 83 Jahren.

## Theater (Auswahl)
- (?): Otto Falckenberg-Schule in München: Nathan der Weise von Gotthold Ephraim Lessing, unter anderem mit Attila Hörbiger als Nathan.

## Filme (Auswahl)
- 1976: Minna von Barnhelm
- 1978: Der Spinnenmörder
- 1978: Wallenstein
- 1980: Joseph Roth – Ein Leben in Legenden
- 1982: Das As der Asse
- 1983: Die Rückkehr der Zeitmaschine
- 1987: Derrick – Nachtstreife
- 1995: Zum Glück gibt’s meine
- 1996: Die Nacht der Nächte / Bella Ciao
- 2002: Andreas Hofer – Die Freiheit des Adlers
- 2006: Das Traumhotel – Indien
- 2009: Das Traumhotel – Kap der Guten Hoffnung

## Hörspiele (Auswahl)
- 1976: Edward Boyd: Wer fürchtet sich vorm schwarzen Mann? (6 Teile) – Regie: Ferry Bauer (Original-Hörspiel, Kriminalhörspiel – ORF Oberösterreich)
- 1987: Ferry Bauer: Reise ohne Wiederkehr – Regie: Ferry Bauer (Originalhörspiel – ORF Tirol)

Quelle: Ö1-Hörspieldatenbank

## Auszeichnungen
- 1986: Ehrenmitglied des Intern. WWF
- 1986: Österreichisches Ehrenkreuz für Wissenschaft und Kunst
- 1999: Großes Ehrenzeichen des Landes Burgenland
- 2004: Kulturpreis des Landes Burgenland
- 2008: Goldenes Ehrenzeichen der Stadt Wien[5]
- 2008: Berufstitel Professor, überreicht am 27. November 2008 durch Bundesministerin Claudia Schmied
- 2022: Komturkreuz des Landes Burgenland (zweithöchste Auszeichnung des Bundeslandes, posthum)

Frank Hoffmann hätte bereits Anfang Mai 2022 zusammen mit dem Musiker und Menschenrechtsaktivisten Willi Resetarits sowie anderen Künstlern mit dem burgenländischen Komturkreuz ausgezeichnet werden sollen. Nachdem Resetarits allerdings am 24. April 2022 aufgrund eines Sturzes in seinem Haus überraschend verstorben war, wurde die Verleihung vorerst verschoben. Die Verleihung des Komturkreuzes fand schließlich am 9. September 2022 statt, allerdings war auch Hoffmann mittlerweile verstorben und daher konnten sowohl Hoffmann als auch Resetarits nur noch posthum geehrt werden.
- 2022: Umbenennung des Kulturzentrums Güssing in Frank Hoffmann Kulturzentrum (Hoffmann leitete dort den „Güssinger Kultursommer“ 20 Jahre lang als Intendant[7]).